# یژی براون (نویسنده)
یژی براون (لهستانی: Jerzy Braun؛ ‏ تلفظ لهستانی: [ˈjɛʐɨ]؛ ‏ ۱ سپتامبر ۱۹۰۱ – ۱۷ اکتبر ۱۹۷۵) شاعر، فیلسوف، سیاستمدار، نویسنده، منتقد ادبی، و فیلم‌نامه‌نویس اهل لهستان بود. وی آخرین رئیس شورای وحدت ملی (از مارس تا ژوئیه ۱۹۴۵) و آخرین نماینده دولت لهستان از ژوئن ۱۹۴۵ بود.
از فیلم‌هایی که وی در آن‌ها نقش داشته‌است، می‌توان به زیر پرچم عشق اشاره نمود.